# Paul Roma
Paul Roma (* 29. April 1960 in Kensington, New York als Paul Centopani) ist ein US-amerikanischer Profi-Wrestler. Bekannt wurde er unter anderem als Tag-Team-Wrestler bei der World Wrestling Federation (heute WWE) und World Championship Wrestling. Bekannte Partner waren zum Beispiel Jim Powers, Hercules Hernandez, Arn Anderson und Paul Orndorff.

## Wrestling-Karriere

### World Wrestling Federation (1985–1991)
Paul Roma begann früh mit dem Bodybuilding. Sein Wrestling-Debüt gab er 1985 und erhielt schnell einen Vertrag bei der damaligen WWF. Seinen ersten Durchbruch hatte er 1987, als er mit Jim Powers ein Tag-Team namens The Young Stallions bildete. Der Name des Teams entstand mehr zufällig, da der damalige Ansager Vince McMahon sie als „a couple of young stallions“ (deutsch etwa: zwei junge Hengste) betitelte. Am 8. August 1987 durften Roma und Power die amtierenden Tag Team-Champions The Hart Foundation in der Sendung Superstars besiegen. Bei der Survivor Series am 26. November 1987 waren die Young Stallions neben den Killer Bees einzige Überlebende des Tag Team-Elimination-Matches.
Kurze Zeit später verlor WWF-Eigentümer Vince McMahon das Interesse daran, Powers und Roma weiter zu unterstützen. Dieses war Folge der Tatsache, dass unter ihnen eine echte Antipathie bestand. Nach einem verlorenen Match gegen Demolition am 19. März 1989 entstand ein Streit zwischen Powers und Roma. Daraufhin wurde das Team ohne Angabe von Gründen aufgelöst. Zwischen Juni und August 1989 kam es zu einer kurzfristigen Wiedervereinigung der beiden, aber dann gingen Roma und Powers getrennte Wege und bestritten von nun an Einzelmatches.
Erst im Mai 1990 bekam Romas Karriere wieder einen Aufschwung, als er zusammen mit Hercules Hernandez das Team Ken Johnson und Buddy Rose besiegen konnte. Zunächst sah es nach einem einmaligen Zusammenschluss zwischen Roma und Hernandez aus, doch in den folgenden Monaten bekamen sie eine größere Storyline angeboten.
Im Juni 1990 bekam Romas Karriere einen erneuten Schub, als er zusammen mit Hernandez einen Heel-Turn vollzog, indem sie nach einem verlorenen Match Romas gegen Dino Bravo die ihm zur Hilfe kommenden Rockers (Shawn Michaels und Marty Jannetty) angriffen. Roma und Hercules wurden dadurch offiziell zum Tag-Team Power and Glory, welches von Slick gemanagt wurde. Darauf folgte ein Fehdenprogramm mit den Rockers, die Power & Glory bei der Survivor Series gewinnen durften.
Power & Glory forderten die WWF Tag Team Champions The Hart Foundation sowie The Rockers um die Titel heraus, durften diese aber nie gewinnen. Bei der WrestleMania VII mussten sie ihr Match gegen die The Legion of Doom in weniger als einer Minute verlieren.

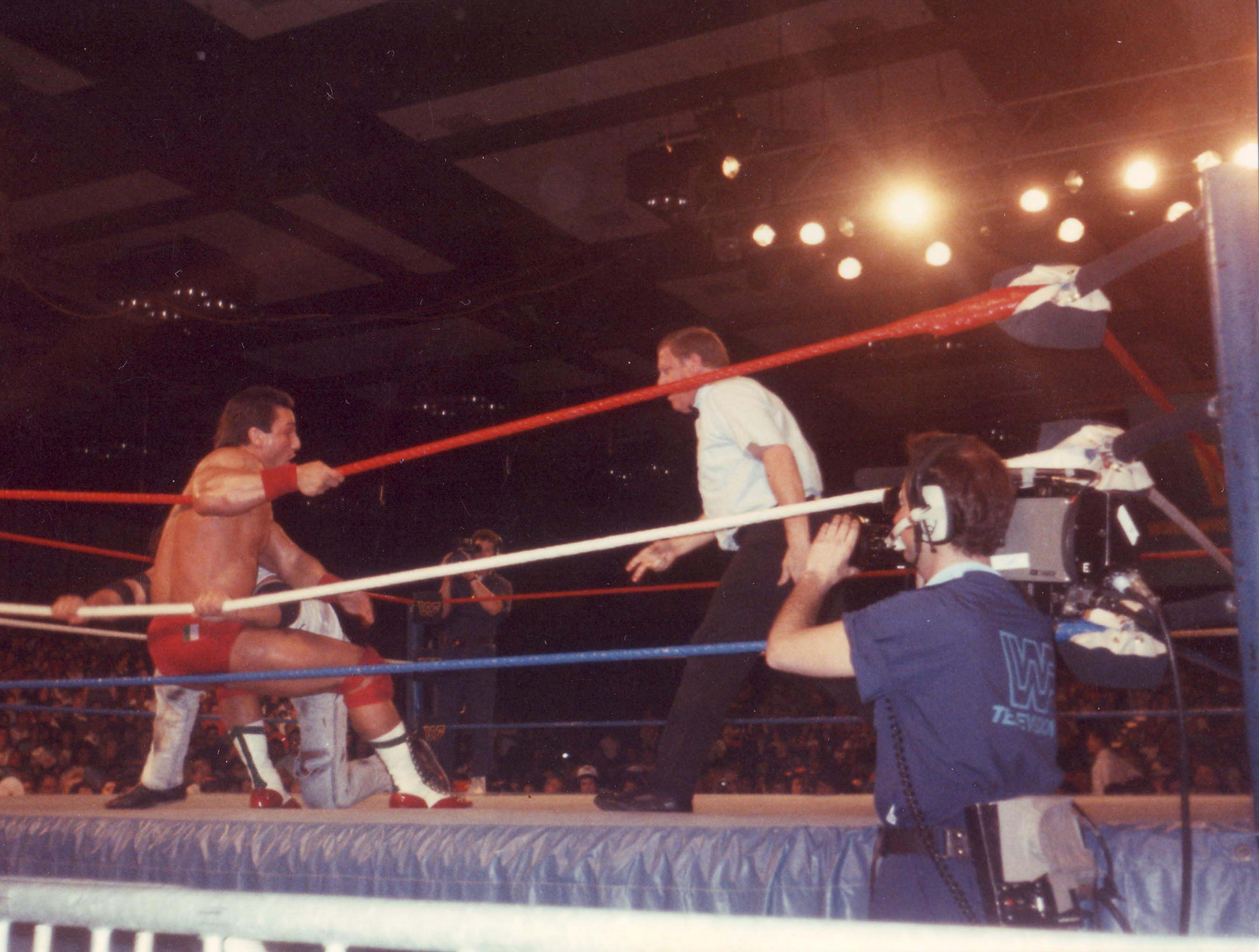
Roma (links) während der späten 1980er Jahre

Roma wurde während des Sommers 1991 wieder vermehrt in Einzelmatches eingesetzt, unter anderem gegen Davey Boy Smith, Virgil, Bret Hart und Ricky Steamboat.
Power and Glory taten sich mit Slicks anderem Schützling, dem Warlord, zusammen, um eine Reihe 6-Mann-Team-Matches zu bestreiten. Ihren letzten Auftritt in einem Pay-per-View hatte dieses Gespann, als sie beim SummerSlam 1991 gegen Ricky Steamboat, Kerry Von Erich und Davey Boy Smith verlieren mussten. Kurz nach einer Niederlage gegen die Legion of Doom in der Royal Albert Hall in England verließ Roma die WWF in Richtung WCW. Hercules blieb noch einige Monate in der Liga, bevor er sie ebenfalls verließ.

### World Championship Wrestling (1993–1995)
1993 unterzeichnete Paul Roma einen Vertrag bei World Championship Wrestling und wurde dort als Teil der Four Horsemen an der Seite von Ric Flair und Arn Anderson eingesetzt. Eigentlich sollte Tully Blanchard diesen Posten übernehmen, fiel jedoch durch einen von der WCW angesetzten Drogentest. Paul Roma und Arn Anderson durften sich die WCW World Tag Team Championship gegen "Stunning" Steve Austin und "Lord" Steven Regal (der für den verletzten Brian Pillman einsprang) holen. Die Titel hielten sie etwa einen Monat, bevor sie diese an die Nasty Boys (Brian Knobbs und Jerry Sags) abgeben mussten.
Kurz nach dem Pay-per-View Battlebowl 1993 wurde Roma wieder zum Heel gemacht, als er seinen Tag-Team-Partner Erik Watts bei einem Match gegen Orndorff und Austin attackierte und Bekannt gab, dass er von nun an mit Orndorff zusammenarbeite. Ihr Manager wurde der Masked Assassin, und sie starteten eine Fehde gegen Marcus Alexander Bagwell und 2 Cold Scorpio. Einige Monate später wurden „Pretty Wonderful“, wie sich Roma und Orndorff als Tag Team nannten, in eine Fehde gegen die WCW World Tag Team Champions Cactus Jack und Kevin Sullivan geschrieben, die sie beim Bash at the Beach 1994 besiegen durften, da (zumindest laut Storyline) sowohl Cactus Jack, als auch Sullivan sich noch nicht von vorherigen Verletzungen erholt hatten. Beim Fall Brawl 1994 durften Pretty Wonderful ihre Titel gegen Stars’N’Stripes (Marcus Alexander Bagwell und The Patriot) verteidigen, mussten die Gürtel aber eine Woche später an diese abgeben. Beim Halloween Havoc holten sich Roma und Orndorff die Titel zurück.
Beim Clash of the Champions XXIX wechselte der Titel erneut. Der Patriot sollte als Gegenleistung für das Titel-Match seine Maskierung aufs Spiel setzen. Am Ende des Matches kam es zu einem Double-Pinfall, nach welchem Stars’N’Stripes als Sieger deklariert wurden. Roma und Orndorff wurden getrennt und bestritten wieder Einzelmatches. Paul Roma sollte den damaligen Neuling "Das Wunderkind" Alex Wright bei ihrem Match gegeneinander beim SuperBrawl V gut aussehen lassen, dominierte ihn aber über weite Teile des Matches, ließ sich jedoch von Wright besiegen. Bald darauf wurde Roma von der WCW entlassen. Im Internet kursieren verschiedene Spekulationen über die Gründe für diese Entlassung. Eines dieser Gerüchte behauptet, dass Roma gefeuert wurde, weil er zu hart zu Wright gewesen sein, was dieser allerdings in einem Interview bestritt.

### Nach der WCW
Im Spätjahr 1997 versuchte Roma ein Comeback in der WWF, wo er an die Seite eines Schützlings von Mr. Fuji namens Alex Roma unter dem Namen „Pretty Primos“ bei einer House Show antrat, jedoch wurde beiden kein Vertrag angeboten. 1998 beendete Paul Roma seine aktive Karriere, um in anderen Bereichen mit Bezug zum Bodybuilding und Wrestling zu arbeiten.
2006 trat Roma wieder in der Wrestlingszene in Erscheinung, als er den Posten des Commissioners der unabhängigen Promotion Connecticut Championship Wrestling annahm. Dort kam es auch zu einer Wiedervereinigung von „Pretty Wonderful“ mit Paul Orndorff. Seitdem tritt Roma in der IAW (Independent Association of Wrestling) an, wo er je dreimal die IAW Heavyweight Championship und IAW Tag Team Championship erringen durfte.

## Boxkarriere
Nachdem er 1991 die WWF verlassen hatte, bestritt Roma unter seinem Wrestlernamen drei Boxkämpfe. Die Entscheidung, als Paul Roma statt Paul Centopani anzutreten, begründete er mit dem seiner Meinung nach höheren Wiedererkennungswert des Gimmicks. Bei seinem Debüt am 6. März 1992 verlor Paul Roma in der vierten Runde gegen Jerry Arentzen durch TKO, indem sein Trainer das Handtuch warf. Dieser Sieg war einer von nur zweien, die Arentzen in 22 Kämpfen erboxen konnte. Am 1. April 1992 konnte Roma Norman Fortini und am 5. Mai 1992 Norman Shrink besiegen – für beide Gegner jeweils der einzige Boxkampf. Danach beendete Paul Roma seine Boxkarriere, um wieder zum Wrestling zurückzukehren.

## Titel und Auszeichnungen
- Catch Wrestling Association

- 1× CWA World Middleweight Championship

- Independent Association of Wrestling

- 3× IAW Heavyweight Championship
- 3× IAW Tag Team Championship mit Repo Man (1×), Hercules (1×), und Alex Roma (1×)

- Pro Wrestling Illustrated

- PWI # 434 der 500 besten Einzelwrestler während der "PWI Years" 2003.
- PWI Most Improved Wrestler of the Year-Auszeichnung im Jahr 1990

- World Championship Wrestling

- 3× WCW World Tag Team Championship mit Arn Anderson (1×) und Paul Orndorff (2×)